# Giuseppe Unicorno
Giuseppe Unicorno o Unicorni (in latino Josephus Unicornus; Bergamo, 1523 – Bergamo, 28 settembre 1610) è stato un matematico italiano.
Fu anche filosofo, astrologo, musicologo e teologo.

## Opere
- Pronostico sopra l'anno MDLXXIX, Bergamo, Comino Ventura, 1578.
- (LA) De mathematicarum artium utilitate, Bergamo, Comino Ventura, 1584.
- De l'arithmetica universale, Venezia, Francesco De Franceschi, 1598.